# Ribnitz-Damgarten
Ribnitz-Damgarten város a Németország Mecklenburg-Elő-Pomeránia tartományában, Rostock és Stralsund között a Recknitz folyó mellett fekszik.

## Városrészek

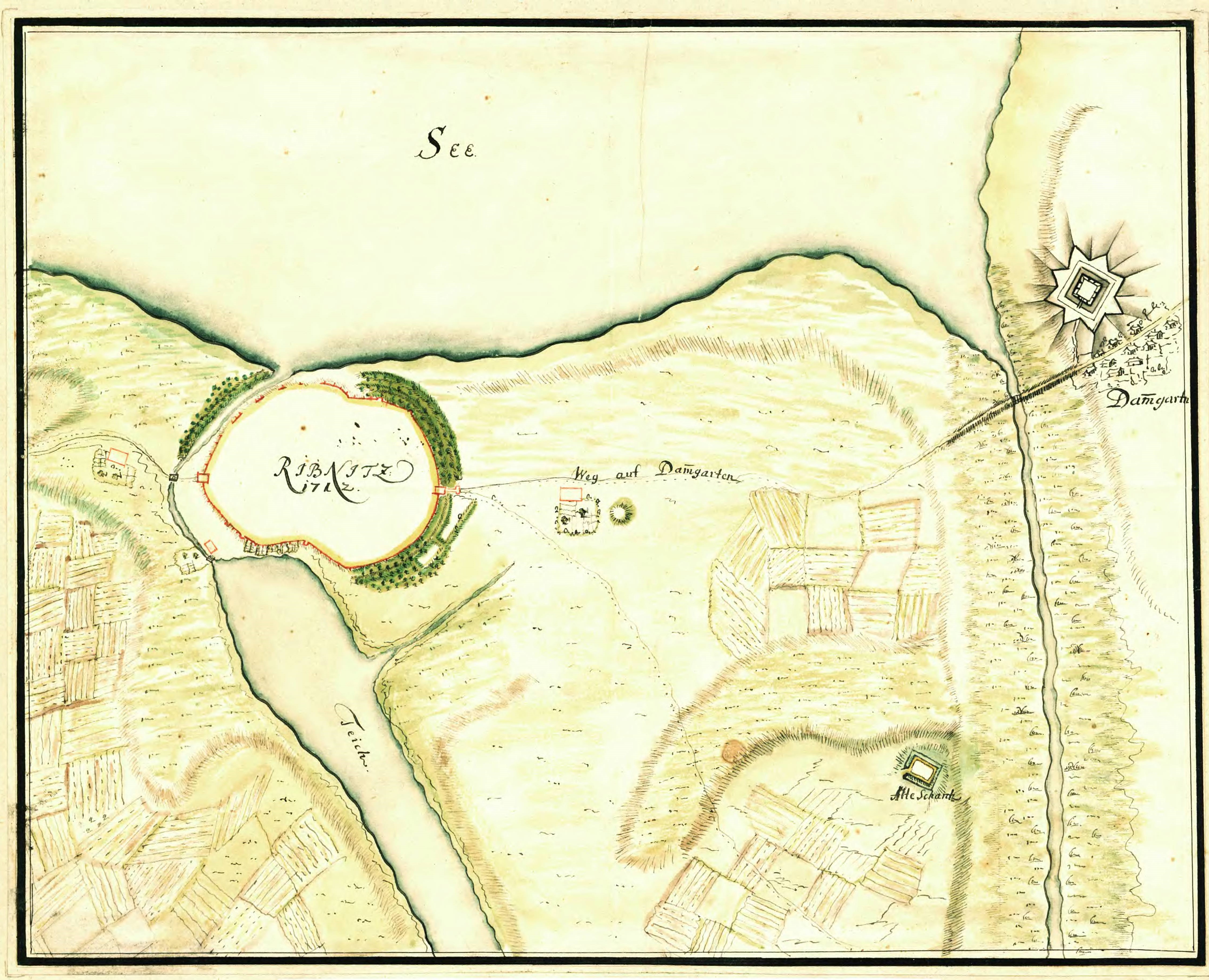
Ribnitz 1712-ben

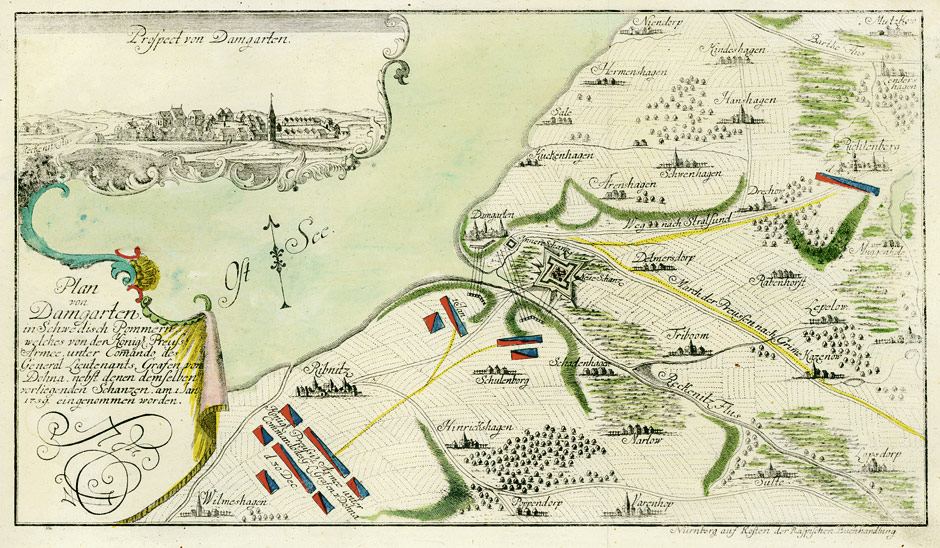
Damgarten 1759-ben

Következik városrészek léteznek:
| - Ribnitz - Damgarten - Altheide - Beiershagen - Borg - Dechowshof | - Freudenberg - Hirschburg - Klein-Müritz - Klockenhagen - Körkwitz - Langendamm | - Neuheide - Neuhof - Petersdorf - Pütnitz - Tempel - Wilmshagen |

## Története
1950-ig Ribnitz volt egy önálló város Mecklenburgban és Dammgarten egy önálló város Pomerániában.
Ribnitz írott forrásban elsőként 1230-ban tűnik fel.
II. Henrik mecklenburgi herceg 1323-ban egy klarissza kolostort alapított Ribnitzben. Mint katolikus kolostor létezett 1599-ig.
II. Jaromar rügeni fejedelem emelte Damgartent város rangjára 1258-ban
1648-ban a vesztfáliai béke eredményeképpen Damgarten Svédországhoz került. Az 1815-ös bécsi kongresszus egyezménye alapján Damgarten az egész Pomerániával együtt Poroszországhoz csatolták.

## Turistalátványosságok
- A borostyánmúzeum
- A rostocki kapu
- A Mária-templom
- A Bertalan-templom
- A két tanácsház
- A borostyánmanufaktúra

## Ribniz-Damgartenhoz kötődő hírességek
- Egon Krenz (1937) az NDK államtanácsának volt elnöke, Damgartenban járt iskolába

## Fordítás
- Ez a szócikk részben vagy egészben  a   Ribnitz-Damgarten című német Wikipédia-szócikk fordításán alapul.  Az eredeti cikk szerkesztőit annak laptörténete sorolja fel. Ez a jelzés csupán a megfogalmazás eredetét és a szerzői jogokat jelzi, nem szolgál a cikkben szereplő információk forrásmegjelöléseként.

## Galéria

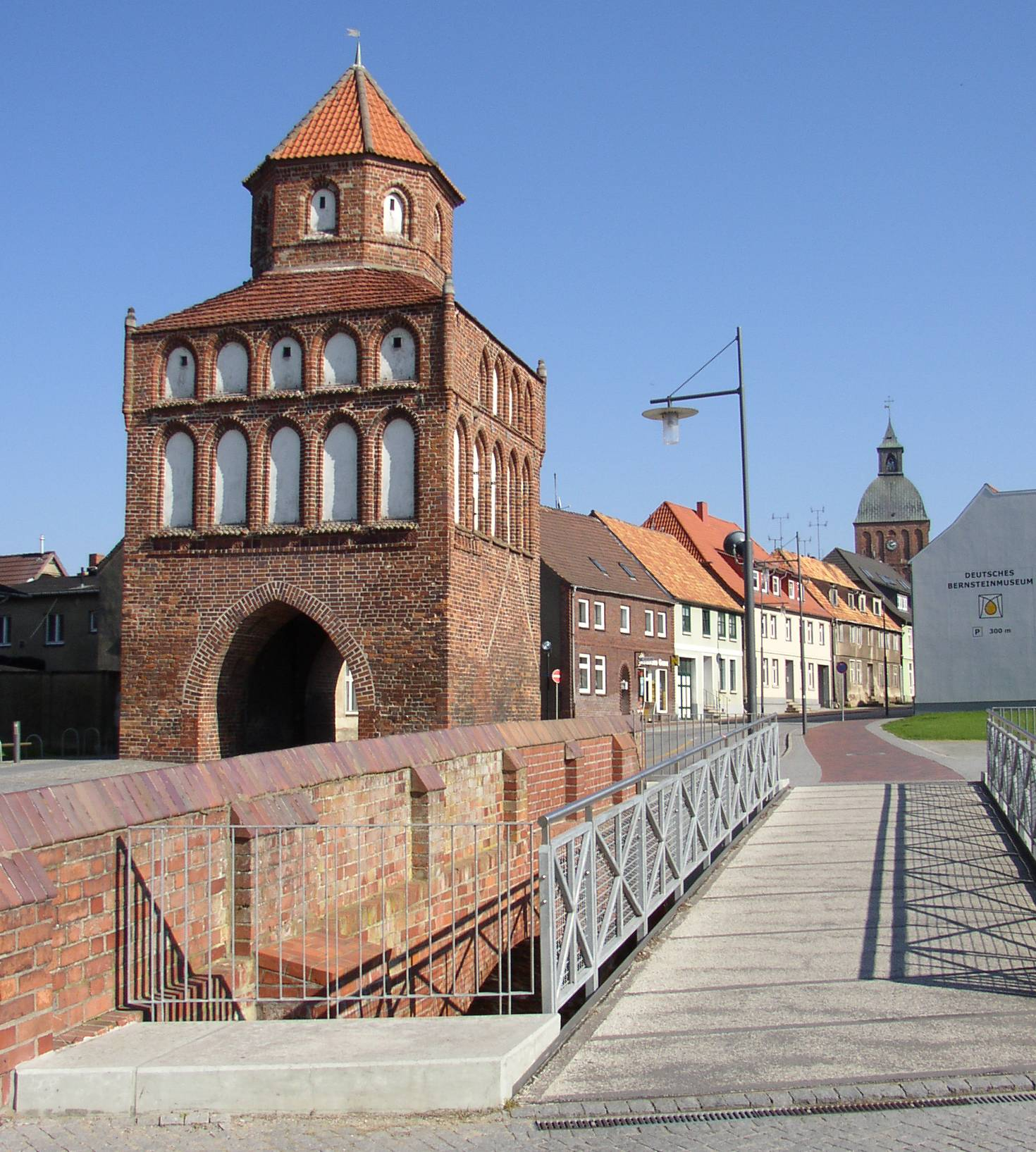
rostockei kapu
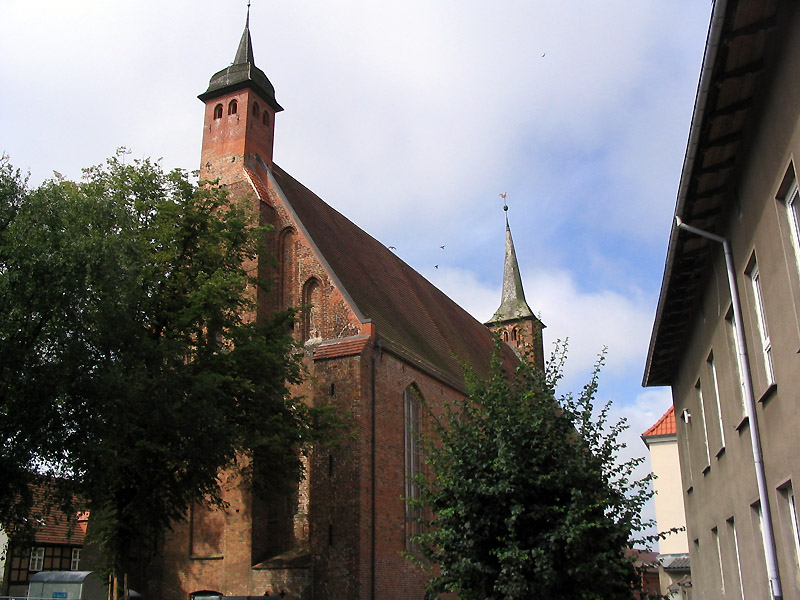
borostyánmúzeum a klarissza kolostorban
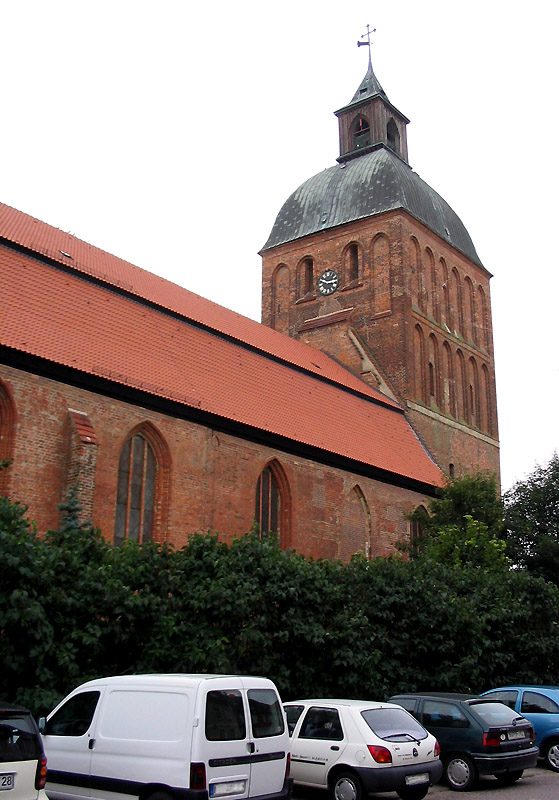
Mária-templom Ribnitzben
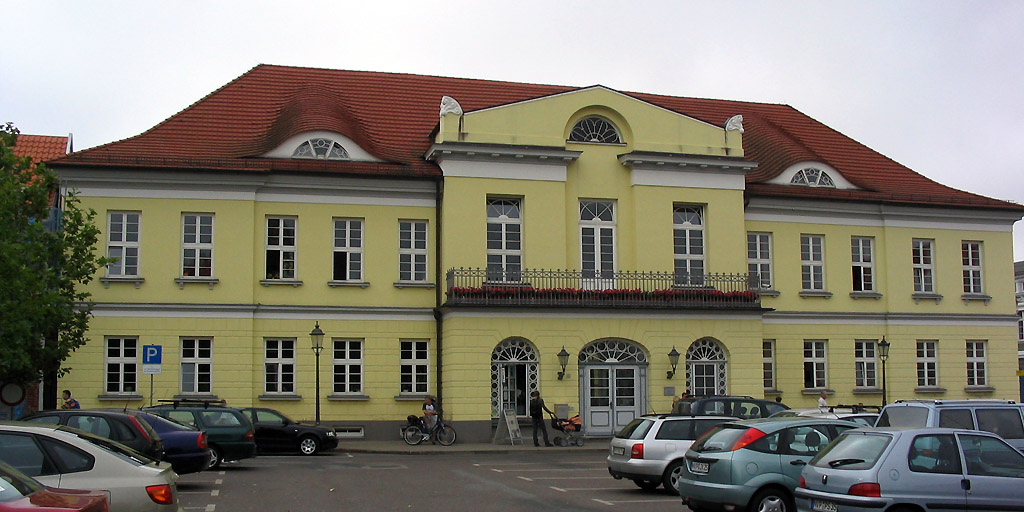
ribnitzi tanácsház
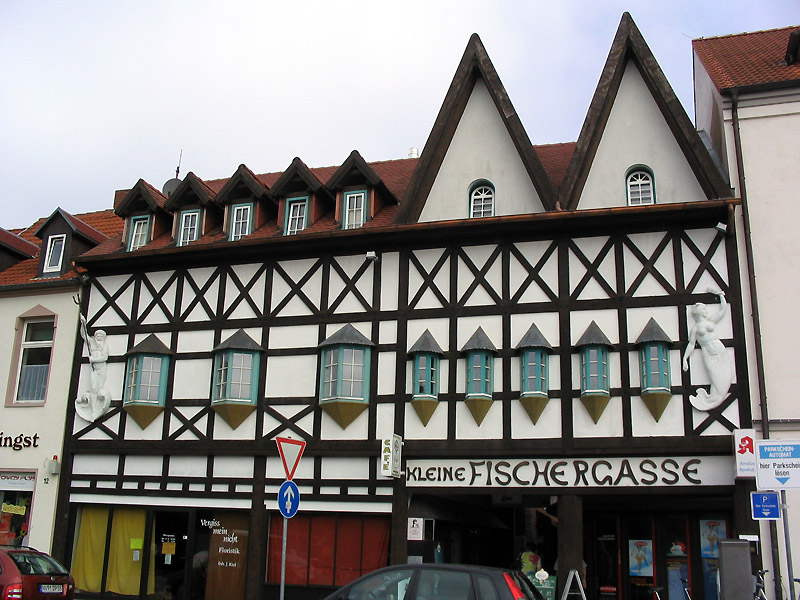
Fischergassen
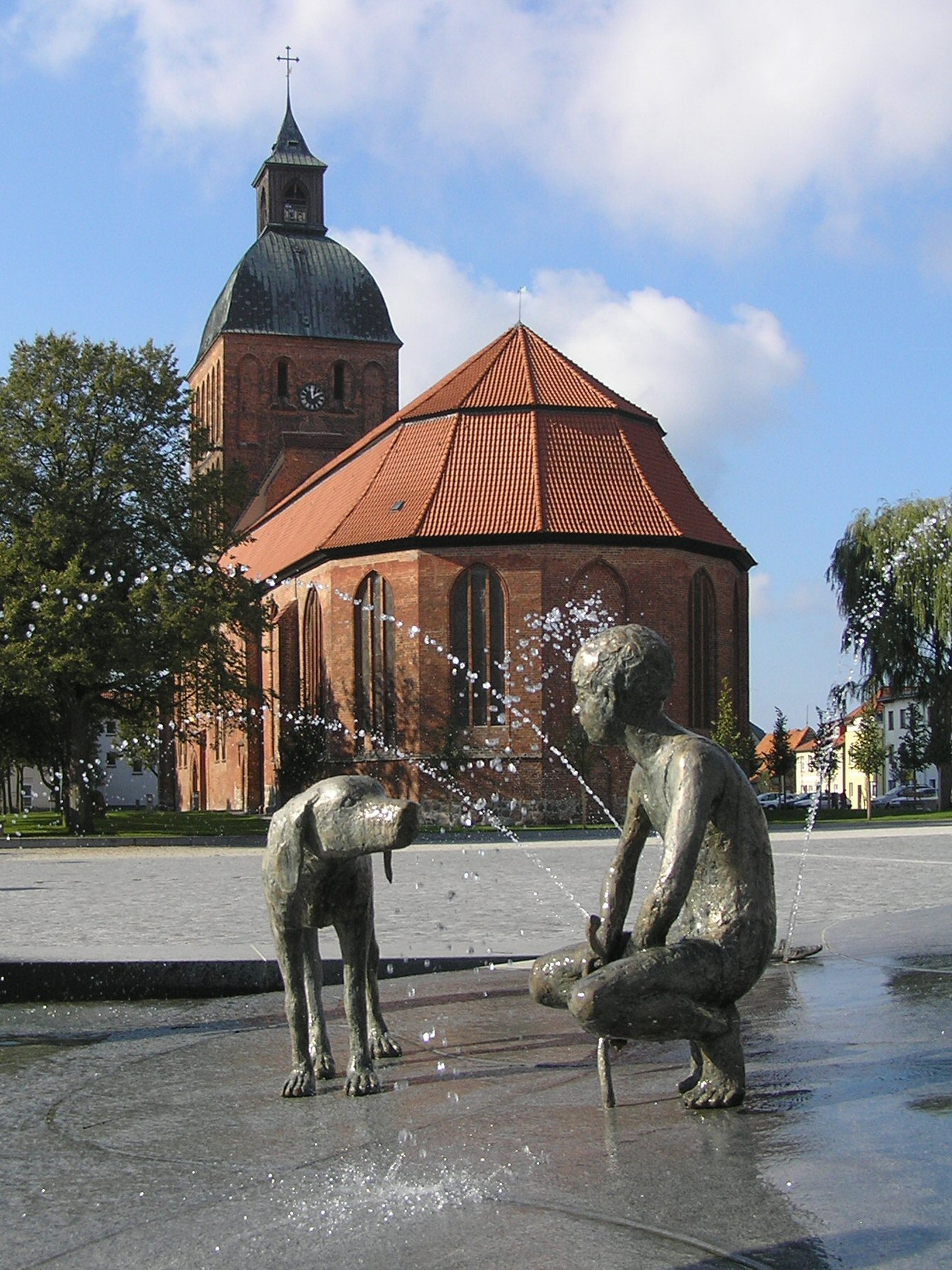
a kút a piactéren